# ATC B03 – Vérszegénység elleni készítmények
Az ATC B03 – Vérszegénység elleni készítmények a gyógyszerek anatómiai, gyógyászati és kémiai osztályozási rendszerének (ATC) egyik alcsoportja.
| ATC B   | Vér és vérképzőszervek                  |
| ------- | --------------------------------------- |
| ATC B01 | Trombózis kezelésére használatos szerek |
| ATC B02 | Vérzéscsillapítók                       |
| ATC B03 | Vérszegénység elleni készítmények       |
| ATC B05 | Vérpótlók és perfúziós oldatok          |
| ATC B06 | Egyéb hematológiai szerek               |

## B03A 	Vaskészítmények

### B03AA Kétértékű vas, orális készítmények
B03AA01 Ferrous glycine sulfate
B03AA02 Ferrous fumarate
B03AA03 Ferrous gluconate
B03AA04 Ferrous carbonate
B03AA05 Ferrous chloride
B03AA06 Ferrous succinate
B03AA07 Ferrous sulfate
B03AA08 Ferrous tartrate
B03AA09 Ferrous aspartate
B03AA10 Ferrous ascorbate
B03AA11 Ferrous iodine

### B03AB Háromértékű vas, orális készítmények
B03AB01 Ferric sodium citrate
B03AB02 Saccharated iron oxide
B03AB03 Sodium feredetate
B03AB04 Ferric hydroxide
B03AB05 Dextriferron
B03AB06 Ferric citrate
B03AB07 Chondroitin sulfate-iron complex
B03AB08 Ferric acetyl transferrin
B03AB09 Ferric proteinsuccinylate

### B03AC Háromértékű vas, parenterális készítmények
B03AC01 Dextriferron
B03AC02 Saccharated iron oxide
B03AC03 Iron-sorbitol-citric acid complex
B03AC05 Ferric sorbitol gluconic acid complex
B03AC06 Ferric oxide dextran complex
B03AC07 Ferric sodium gluconate complex

### B03AD Vas és folsav kombinációi
B03AD01 Ferrous amino acid complex
B03AD02 Ferrous fumarate
B03AD03 Ferrous sulfate
B03AD04 Dextriferron

### B03AE Vas, egyéb kombinációk
B03AE01 Iron, vitamin B12 and folic acid
B03AE02 Iron, multivitamins and folic acid
B03AE03 Iron and multivitamins
B03AE04 Iron, multivitamins and minerals
B03AE10 Various combinations

## B03B  	B12-vitamin és folsav

### B03BA 	B12-vitamin (cyanocobalamin és származékai)
B03BA01 Cyanocobalamin
B03BA02 Cyanocobalamin tannin complex
B03BA03 Hydroxocobalamin
B03BA04 Cobamamide
B03BA05 Mecobalamin
B03BA51 Cyanocobalamin, combinations
B03BA53 Hydroxocobalamin, combinations

### B03BB 	Folsav és származékai
B03BB01 Folsav
B03BB51 Folic acid, combinations

## B03X 	Egyéb vérszegénység elleni készítmények

### B03XA 	Egyéb vérszegénység elleni készítmények
B03XA01 Erythropoietin
B03XA02 Darbepoetin alfa